# エドウィン・スタントン

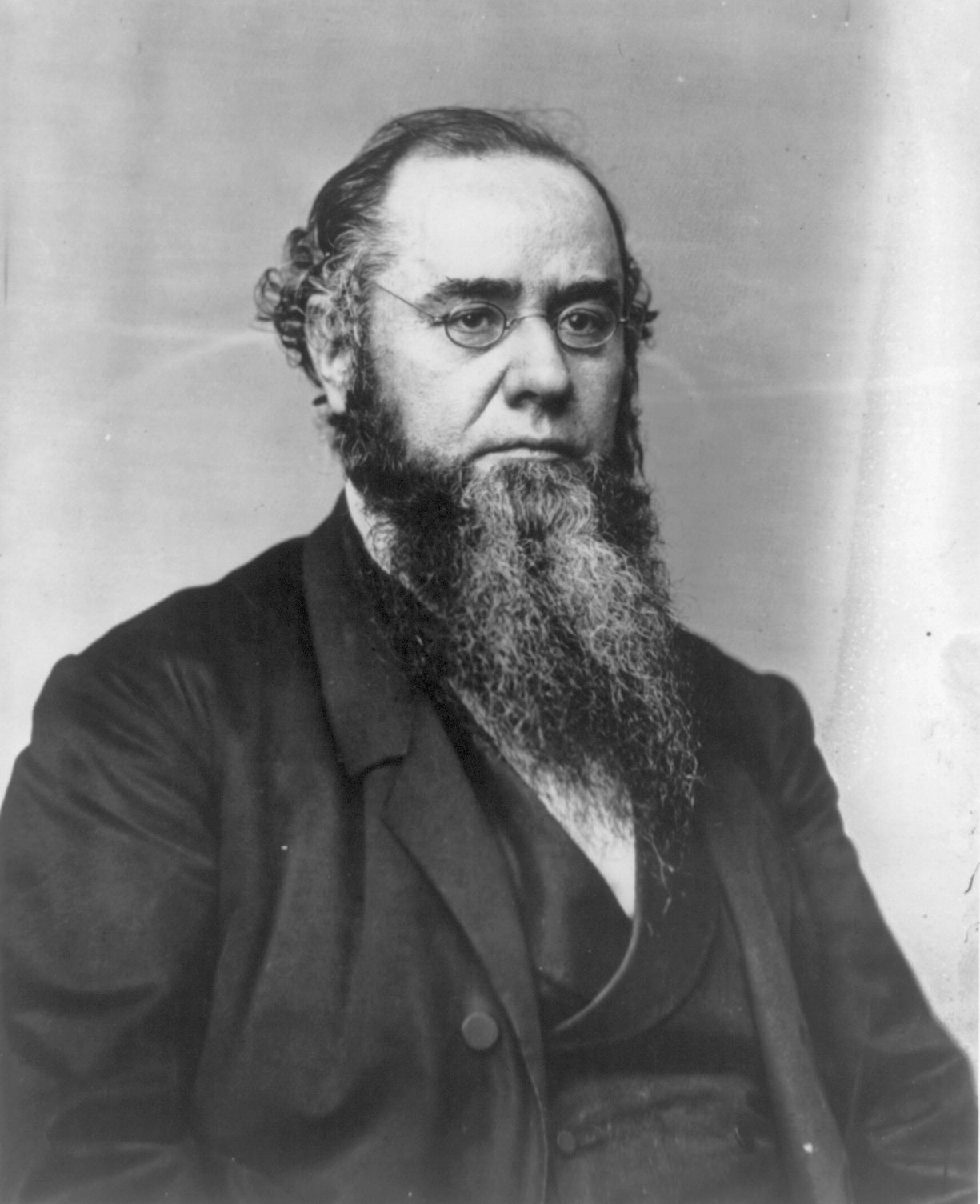
エドウィン・スタントン

エドウィン・マクマスターズ・スタントン（Edwin McMasters Stanton, 1814年12月19日 - 1869年12月24日）は、アメリカ合衆国の政治家、法律家。1860年から1861年まで第25代アメリカ合衆国司法長官を、1862年から1868年まで第27代アメリカ合衆国陸軍長官を務めた。

## 生い立ちと初期の経歴
1814年12月19日、スタントンはオハイオ州スチューベンヴィルにおいて、4人兄弟の長子として誕生した。父親はクエーカーを祖先とする医師デイヴィッド・スタントン (David Stanton, 1788-1827)、母親はルーシー・レイサム・ノーマン (Lucy Latham Norman, 1793-1873) であった。スタントンはケニオン大学で法律を学んだが、1833年に家族の仕事を支援するため退学した。スタントンは1836年にオハイオ州で弁護士として認可を受けると、オハイオ州の小さな町カディスに家を建てて弁護士業を開業した。スタントンはオハイオ州で反奴隷制の民主党員となった。1847年、スタントンはペンシルベニア州ピッツバーグへ移り住み、弁護士業を継続した。

## 法と政治
1856年、スタントンはワシントンD.C.へと移った。スタントンは連邦裁判所が関与する大きな案件をいくつも手掛けた。1859年、スタントンは殺人容疑をかけられた連邦下院議員ダニエル・シックルズの弁護人を務めた。シックルズは妻の愛人フィリップ・バートン・キーを殺害した容疑で逮捕されたが、スタントンは被告人シックルズの精神異常を理由として無罪を訴えた。結果、シックルズにはアメリカ史上初めて心神喪失が適用され、無罪放免となった。

### アメリカ合衆国司法長官
1860年、スタントンはジェームズ・ブキャナン大統領から司法長官に任命された。スタントンは南部諸州の連邦離脱に強く反対した。スタントンは連邦離脱について甘く考えるブキャナン大統領の姿勢を批判し、連邦離脱を許容することは違法であり、憲法にさえ反すると主張した。

## アメリカ合衆国陸軍長官

### 南北戦争
スタントンは1860年の大統領選挙において、共和党エイブラハム・リンカーン候補の政策に反対であった。だが大統領選挙でリンカーンが勝利を収めると、スタントンは陸軍長官サイモン・キャメロンの法律顧問となることを要請された。スタントンは「救国の支援」のためそのポストを受諾した。スタントンは巨大組織である陸軍省の管理運営に対してきわめて効率的に貢献した。その一方で省内の幹部からは南部に通じた反逆者ではないかという嫌疑をかけられ、その対応に多大な労力を消費した。1862年8月8日、スタントンは「兵役志願の阻害、敵国への利益供与、合衆国に対する背信、等に関与する行為、演説、文書作成、等を行うものは、いかなる人物であろうと逮捕・拘留せよ」という命令を出した。
リンカーン大統領はスタントンの能力を評価したが、意思統一はうまく図られず、ことある毎に意見調整に迫られた。かつてスタントンが陸軍省電報局長トマス・エッカートを更迭しようとしたとき、リンカーン大統領はエッカートを擁護して解任を防ぎ、エッカートの仕事ぶりが良好であることを伝えた。また、人気の低い閣僚を罷免するようリンカーン大統領に提言したとき、リンカーン大統領は「（その人気の低い閣僚と同程度に仕事ができる）別の陸軍長官を見つけてきてくれれば、私は喜んでその人を任命しましょう」と返答した。スタントンは共和党に加わり、徐々にリンカーンに対する自身の見解を、好ましい方向へと変えていった。リンカーン大統領が暗殺されると、スタントンは「いま、大統領は時代の真っ只中にいる」と述べ、「この世界で最も完璧な統治者が横たわる光景は、今まで見たことがない」と悲しんだ。スタントンはリンカーン大統領暗殺に関与した共謀者らを逮捕・起訴するよう強く求めた。暗殺共謀者に対する訴訟手続きは、通常裁判所によってではなく軍法会議で扱われ、スタントンの監督下に置かれた。スタントンは目撃者Louis J. Weichmannらを買収し、裁判の結果を歪曲しようとしたとして、告訴された。

### アンドリュー・ジョンソン政権
スタントンはアンドリュー・ジョンソン政権でも継続して陸軍長官を務めた。だが大統領との関係は良好ではなかった。ジョンソンはスタントンを更迭し、ロレンゾ・トマス将軍を後任に据えようとした。だがスタントンは陸軍長官室にバリケードを構築し、篭城して対抗した。またジョンソン大統領の行動について、在職期限法に違反するとの声が議会の急進派から上がった。そしてジョンソン大統領の弾劾手続きが行われたが、1回の投票で弾劾回避が決まった。
1868年、スタントンは陸軍長官を辞任し、弁護士業に復帰した。

## 最高裁判所判事
1869年、スタントンはユリシーズ・グラント大統領から連邦最高裁判所の判事に任命された。だが上院の承認から4日後の1869年12月24日、スタントンはワシントンD.C.において死去した。スタントンの就任宣誓は臨終間際に行われ、在任期間の最短記録を作った。スタントンの遺体はワシントンD.C.のオークヒル墓地に埋葬された。